# 2350 von Lüde
2350 von Lüde là một tiểu hành tinh vành đai chính với chu kỳ quỹ đạo là 1226.2195162 ngày (3.36 năm).
Nó được phát hiện ngày 6 tháng 2 năm 1938.